# Gasthof Krone
La Gasthof Krone ("Locanda Corona") è un edificio storico a Gais. È classificato dal governo svizzero come bene culturale di importanza nazionale.

## Storia
Già presente dopo l'incendio di Gais del 1780, venne ricostruita immediatamente nel 1780-1781, tanto che due mesi dopo l'incendio il secondo piano era già stato completato. 
Sfruttando la crescente popolarità della cittadina come centro di terapie a base di siero di latte, la locanda inizio l'attività di cura nel 1814. Nel 1833 l'edificio venne riconvertito e esteso alla sua forma attuale. Al 2022, l'edificio ospita un albergo.

## Descrizione

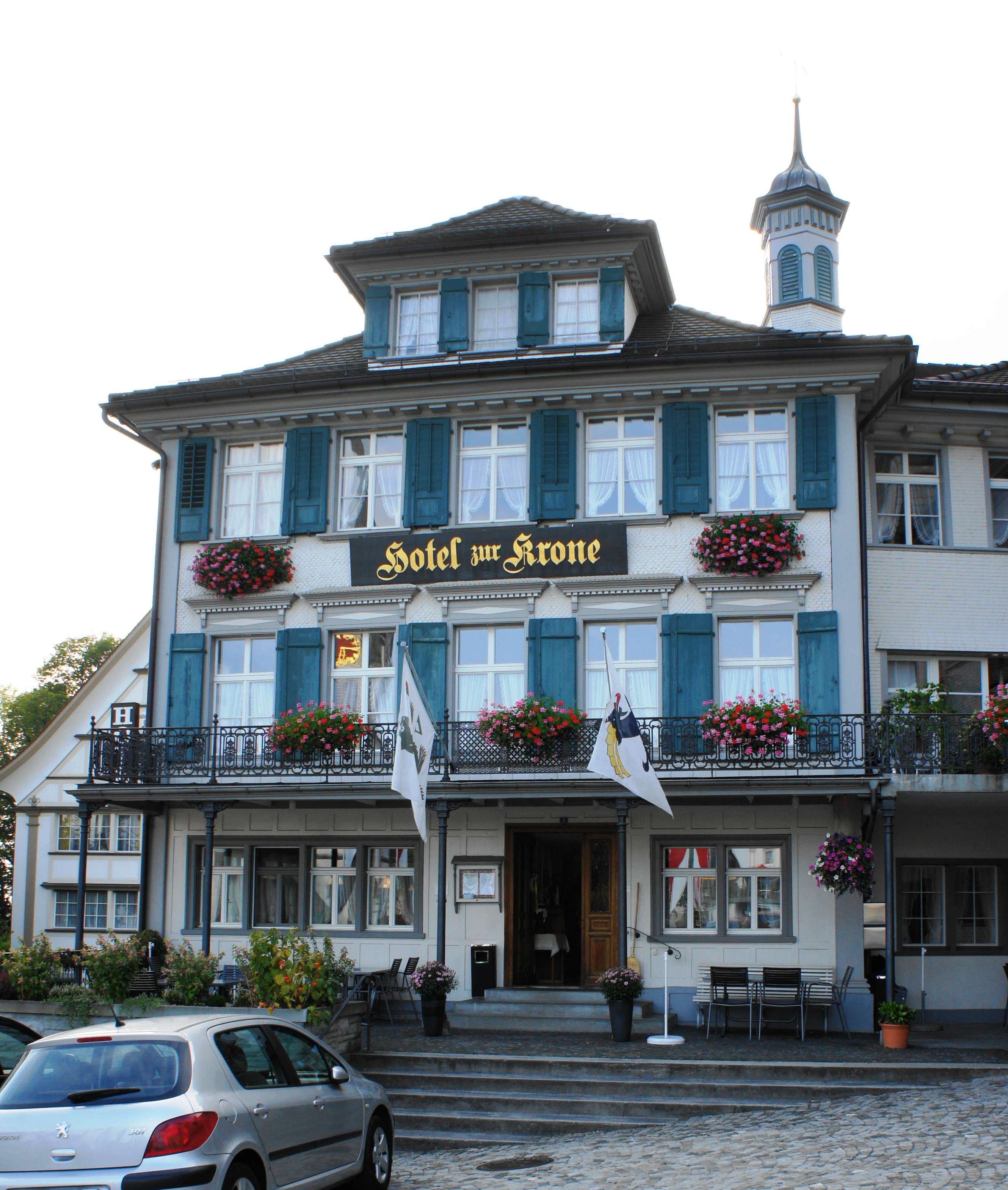
Entrata della locanda

Prima della riconversione del 1833, l'edificio appariva come una robusta casa con timpano in legno che si affacciava a sud, con un tetto a capanna incurvato verso il lato est. Dopo il 1833, la locanda ha tre piani d'altezza, un tetto a padiglione, e un rivestimento di scandole sopra il seminterrato. La torretta a otto lati è rinforzata da un tettuccio. Le finestre sono a schiere fino al primo piano, mentre sono a croce nei piani superiori. La veranda in ghisa risale all'incirca al 1860-1870.
Nell'ala a nordest è situata un'enorme cantina, probabilmente una struttura precedente all'incendio, con volta a botte e dodici gradini che portano al piano di sotto. L'entrata è a forma rettangolare, con una porta a due ante in ferro con rifiniture rustiche stile rococò. Nel salotto si trova un buffet a tre assi in noce, risalente probabilmente intorno al 1814, e con un mobile da lavabo con serratura.